# Ковачевич, Воин
Войин (Войо) Ковачевич (серб. Војин Војо Ковачевић; 2 марта 1913, Долови — 2 сентября 1941, Даниловград) — югославский черногорский студент, партизан времён Народно-освободительной войны Югославии, Народный герой Югославии.

## Биография
Родился 2 марта 1913 в деревне Долови около Даниловграда. Родом из бедной крестьянской семьи. По окончании начальной школы продолжил самостоятельно обучение и сумел окончить торговое училище. Работал поденщиком в финансовой дирекции в Подгорице, в которой действовала ячейка Коммунистической партии. После встречи с членами ячейки увлёкся рабочим движением. В 1935 году, отслужив год в армии, устроился работать в Дирекции почты, телеграфа и телефонной связи в Загребе, а затем продолжил обучение в Высшей экономической школе. Занимался деятельностью в Союзе коммунистической молодёжи Югославии и студенческом обществе «Светлость». Член Коммунистической партии с 1937 года.
Воин встретил Апрельскую войну в Загребе, остался там после капитуляции по приказу партии. Состоял во 2-м Загребском райкоме партии, с августа 1941 года член Загребского местного комитета Коммунистической партии Хорватии. В начале сентября 1941 года его арестовали немцы и усташи, подвергнув пыткам в тюрьме. Войин не выдал никого из своих соратников, несмотря на все издевательства в тюрьме: в числе хранимых им сведений были планы по совершению взрыва в здании почты Загреба.
2 сентября 1941 от последствий побоев Воин скончался. В 1968 году его останки были перезахоронены на участке кладбища Мирогой, где покоятся останки Народных героев Югославии (в том числе Раде Кончара и Джуро Джаковича).
В войне участвовала вся семья Воина: погибли его отец Радосав и два брата (оба члены Коммунистической партии ещё с довоенных лет), а два других брата и сестра пережили войну и были награждены медалью Партизанской памяти. Сам Воин Ковачевич был посмертно награждён орденом и званием Народного героя Югославии указом Президиума Народной Скупщины Федеративной Народной Республики Югославии от 14 декабря 1949.